# Ojos tremendos
Ojos tremendos es el decimotercer álbum de la banda argentina de rock y pop Los Tipitos, publicado el 6 de mayo de 2016.
La banda decide delegar, por primera vez, la producción de un disco a una persona externa al grupo. El elegido es Michel Peyronel, quien fuera integrante de Riff y productor de Virus, Los Violadores y Attaque 77.
Ojos tremendos está dedicado a Carlos “El Negro” García López, emblemático guitarrista argentino fallecido el 27 de septiembre de 2014 en un accidente de tránsito.
El disco presenta como bonus track una versión de «Cuando pase el temblor», el clásico de Soda Stereo.

## Historia
El álbum fue grabado y masterizado por Álvaro Villagra en Estudio del Abasto Mansión Monsterland. El segundo ingeniero fue Mauricio Escobar. Las grabaciones adicionales fueron realizadas en TDR Recording por Tomás Vigo.
Ojos tremendos marca un cambio en la dinámica de trabajo de la banda, ya que decidieron delegar, por primera vez, la producción del disco a una persona externa a la banda. El elegido fue Michel Peyronel, quien fuera integrante de Riff y productor de Virus, Los Violadores y Attaque 77.
En un comunicado de prensa, la banda explicó cómo fue la grabación del álbum: “Lo más maravilloso de ‘Ojos Tremendos’ fue el desafío de volver a los orígenes del rock, un disco mucho más orgánico, dejando atrás toda la temática de Pro Tools y todos los programas del estilo. Con Michel se volvió a trabajar sobre el afecto del músico hacia la toma, haciendo mucho hincapié en cómo se toca y principalmente en que la música salga del músico más que de una computadora”.
El álbum fue adelantado en octubre de 2015 por el sencillo «Qué importa», que cuenta con un video dirigido por Celeste Urreaga y Nicolás Laraquienes. Luego llegó «Gritando en la radio».

## Lista de canciones
| N.º   | Título                                 | Escritor(es)                 | Duración |  |
| 1.    | «Gritando en la radio»                 | R. Ruffino                   | 4:28     |  |
| 2.    | «Lo que te vive»                       | W. Piancioli · R. Ruffino    | 3:52     |  |
| 3.    | «Qué importa»                          | R. Ruffino                   | 4:31     |  |
| 4.    | «Promesas para hoy»                    | W. Piancioli                 | 2:50     |  |
| 5.    | «Un Dios sin tiempo»                   | W. Piancioli · Pablo Petitto | 4:24     |  |
| 6.    | «El origen de la tristeza»             | W. Piancioli                 | 4:46     |  |
| 7.    | «Puedo hacerlo»                        | R. Ruffino · F. Bugallo      | 4:14     |  |
| 8.    | «Canto de sirenas»                     | R. Ruffino · F. Bugallo      | 3:17     |  |
| 9.    | «Qué es real»                          | R. Ruffino                   | 4:09     |  |
| 10.   | «Una mañana en la gloria»              | P. Tévez · F. Bugallo        | 3:18     |  |
| 11.   | «Efecto sanador»                       | R. Ruffino                   | 3:02     |  |
| 12.   | «Ojos tremendos»                       | W. Piancioli                 | 4:46     |  |
| 13.   | «Cuando pase el temblor» (Bonus Track) | Gustavo Cerati               | 4:28     |  |
| 51:58 |                                        |                              |          |  |

## Cortes de difusión
- Qué importa (2015)
- Gritando en la radio (2016)

## Músicos

#### Los Tipitos
- Walter Piancioli — voz, coros, pianos, teclados y guitarras.
- Raúl Rufino — voz, coros, guitarras.
- Pablo Tévez — voz, coros, batería.
- Federico Bugallo — bajo, coros.

#### Artistas invitados
- Michel Peyronel — coros en «Gritando en la radio», «Qué importa», «Canto de sirenas», Recitado en «Un Dios sin tiempo».
- Álvaro Villagra — coros en «Una mañana en la gloria»..
- Conce Soares — percusión en «Cuando pase el temblor».
- Carolina Rodríguez — viola, violín en «Qué es real», «Puedo hacerlo».
- Joelle Perdaens — violín en «Qué es real», «Puedo hacerlo».
- Omar Tedesco — violonchelo en «Qué es real», «Puedo hacerlo».
- Hernán Valencia — arreglos de cuerdas en «Qué es real», «Puedo hacerlo».[1]